# Olof Gemvik
Åke Olof Valentin Gemvik, ursprungligen Gustafsson, född 21 februari 1917 i Vänersborgs församling i dåvarande Älvsborgs län, död 21 september 1996 i Täby församling i Stockholms län, var en svensk operettsångare, innovatör och direktör.
Bosatt och folkbokförd i Näsby Park, Täby från 1959–1996. Olof Gemvik var son till bagarmästare Axel Gustafsson och dennes hustru Elin. Uppvuxen i Vänersborg därefter utflyttad till Stockholm. Började sin bana som operettsångare efter studier hos Martin Öhman och med ett flertal roller i olika operetter såsom Läderlappen. 
Olof Gemvik gjorde därefter karriär inom HSB och dess verksamhet inom transport och hantering. Var med vid nationella införandet av den så kallade EUR-lastpallen som hjälpmedel inom lager och transport. I början på 1960-talet grundade Gemvik företaget Svenska Pall & Hantering, senare Swepall AB, vilket snabbt växte till en framträdande leverantör av teknik och produkter för materialhantering, på den svenska marknaden. Utöver arbetet som företagsledare arbetade Olof Gemvik som innovatör, vilket resulterade i ett flertal patent inom materialhanteringsområdet av vilka ett antal fortfarande används inom modern transport, lager och distributionsverksamhet. I början av sjuttiotalet förvärvades Dorotea Emballageindustri vilket under efterföljande år utvecklades till en av norra Europas största tillverkningsindustrier av lastpallar. Vidare förvärvades hälften av Stål Seths Metallbearbetning i Norrahammar söder om Jönköping, vilket under åren utvecklades till en viktig underleverantör till bland annat den svenska bilindustrin. I slutet av sjuttiotalet förvärvade Olof Gemvik 50 procent av aktierna i emballagetillverkaren Nefab AB, men sålde senare tillbaka detta innehav till den ursprungliga ägarfamiljen. En kort tid arbetade också Olof Gemvik på uppdrag av SIDA i bland annat Kenya och som rådgivare vid uppbyggnad och utveckling av lokala industrier för produktion av modern emballageutrustning avseende den afrikanska marknaden. Swepall Hantering förvärvades slutligen av Svenska Tobaksbolaget/Procordia.
Olof Gemvik var gift med skådespelaren Julie Bernby (1918–2001)  och var genom dottern Linda Gemvik Caahon (1950–2002)  morfar till Martin Stenmarck. Makarna Gemvik är begravna på Täby norra begravningsplats.